# The Ghan
| The Ghan in Alice Springs |                      |                                    |                                    |
| Gelb: ehemalige Schmalspurstrecke Rot: Heutige Normalspurstrecke |                      |                                    |                                    |
| Streckenlänge: | 2979 km              |                                    |                                    |
| Spurweite: | 1435 mm (Normalspur) |                                    |                                    |
| |                      |                                    |                                    |
| Verlauf |                      |                                    |                                    |
| \| \| \| Darwin \| \| \| \| Katherine \| \| \| \| Tennant Creek \| \| \| \| Alice Springs \| \| \| \| Kulgera \| \| \| \| Northern Territory / Südaustralien \| \| \| \| Chandler \| \| \| \| Marla \| \| \| \| Coober Pedy (Manguri) \| \| \| \| Indian Pacific von Perth \| \| \| \| Tarcoola \| \| \| \| Kingoonya \| \| \| \| Pimba \| \| \| \| Port Augusta \| \| \| \| Coonamia (Port Pirie) \| \| \| \| Indian Pacific von Sydney \| \| \| \| Adelaide Parklands Terminal \| |                      |                                    |                                    |
| Kopfbahnhof Streckenanfang |                      | Darwin                             | Darwin                             |
| Bahnhof |                      | Katherine                          | Katherine                          |
| Haltepunkt / Haltestelle |                      | Tennant Creek                      | Tennant Creek                      |
| Bahnhof |                      | Alice Springs                      | Alice Springs                      |
| Haltepunkt / Haltestelle |                      | Kulgera                            | Kulgera                            |
| Grenze |                      | Northern Territory / Südaustralien | Northern Territory / Südaustralien |
| Haltepunkt / Haltestelle |                      | Chandler                           | Chandler                           |
| Haltepunkt / Haltestelle |                      | Marla                              | Marla                              |
| Haltepunkt / Haltestelle |                      | Coober Pedy (Manguri)              | Coober Pedy (Manguri)              |
| Abzweig geradeaus und von rechts |                      | Indian Pacific von Perth           | Indian Pacific von Perth           |
| Bahnhof |                      | Tarcoola                           | Tarcoola                           |
| Haltepunkt / Haltestelle |                      | Kingoonya                          | Kingoonya                          |
| Haltepunkt / Haltestelle |                      | Pimba                              | Pimba                              |
| Bahnhof |                      | Port Augusta                       | Port Augusta                       |
| Haltepunkt / Haltestelle |                      | Coonamia (Port Pirie)              | Coonamia (Port Pirie)              |
| Abzweig geradeaus und von links |                      | Indian Pacific von Sydney          | Indian Pacific von Sydney          |
| Kopfbahnhof Streckenende |                      | Adelaide Parklands Terminal        | Adelaide Parklands Terminal        |

The Ghan ist ein transkontinentaler Fernverkehrszug in Australien, der die Central Australian Railway (Zentralaustralische Eisenbahn) befährt und Adelaide über Alice Springs mit Darwin verbindet. Der Laufweg gehört mit einer Länge von aktuell 2979 Kilometern zu den längsten der Welt.
Von Adelaide bis Darwin durchquert der Zug vier Klimazonen und 22,5 Breitengrade. In Zeiten der alten Kapspur-Strecke, in der eine Lücke von mehreren hundert Kilometern klaffte, fuhr er nur von Adelaide nach Alice Springs. Seit 2004 die neue Strecke in Normalspur fertiggestellt wurde, durchquert er den Kontinent von Küste zu Küste.

## Name

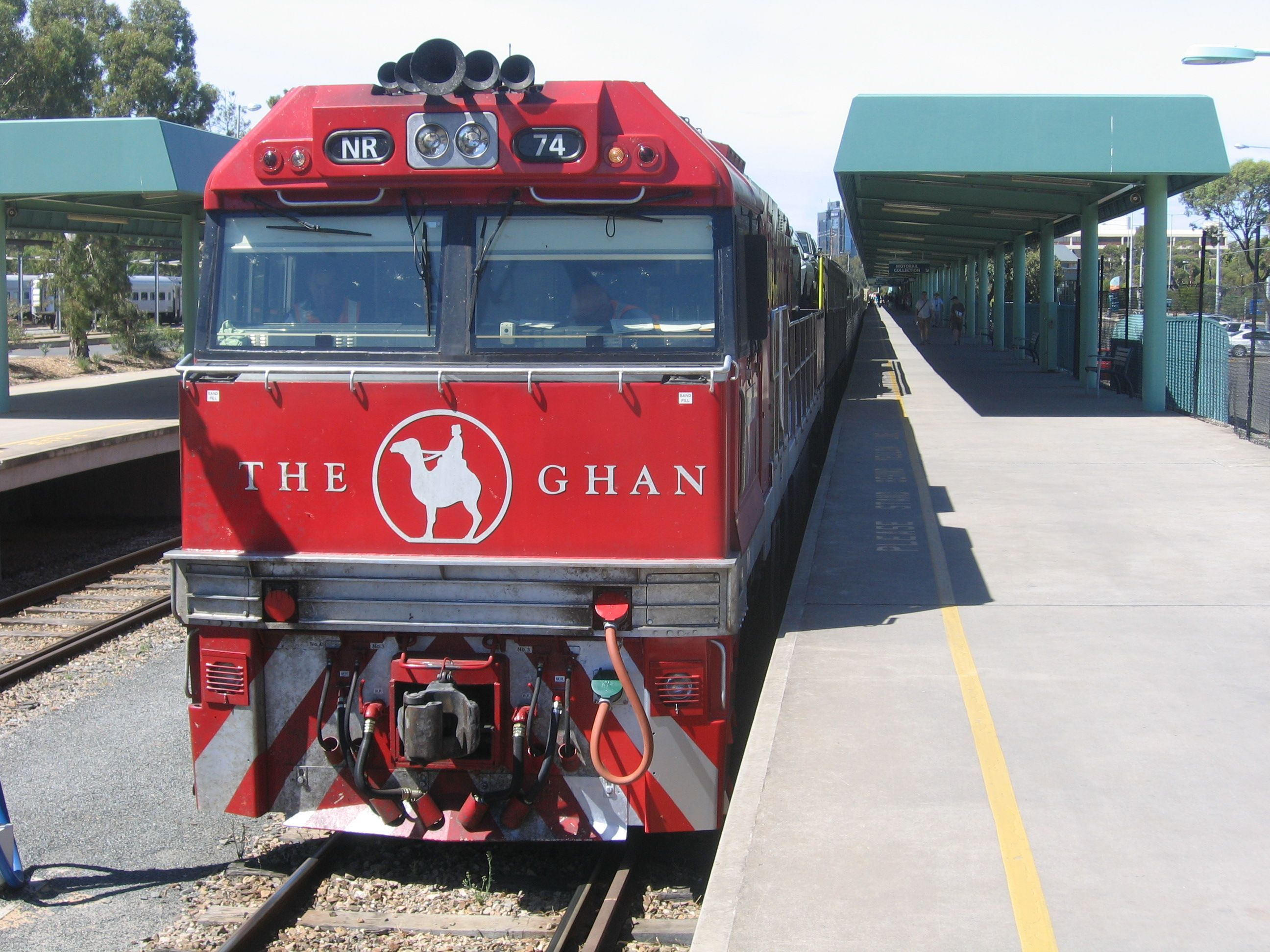
Lokomotive mit Schriftzug

Die Bezeichnung The Ghan stammt von The Afghan Express, eine Reminiszenz an die „afghanischen“ Führer der Kamelkarawanen, die vor der aufkommenden Motorisierung den Gütertransport im Innern Australiens sicherstellten.
Diese stammten allerdings nicht nur aus Afghanistan, sondern unter anderem aus Teilen des damaligen Britisch-Indien.
Dazu, wie der Zug seinen Namen erhielt, gibt es viele Geschichten, keine aber ist wirklich verbürgt.

## Geschichte

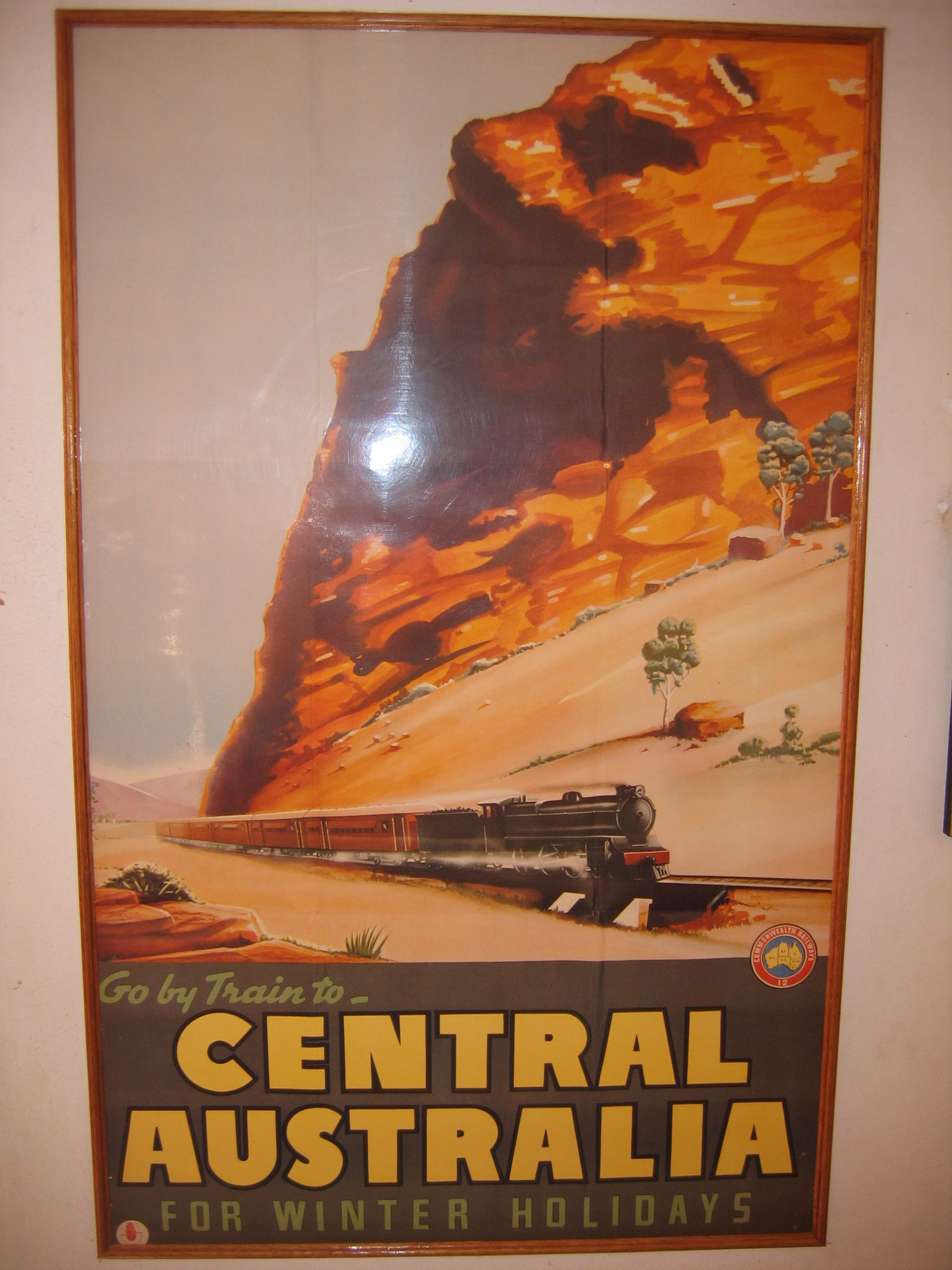
Werbeplakat der CAR

Die Erschließung des australischen Innenlandes war am Ende des 19. Jahrhunderts ein Ziel der Kolonien Südaustralien und Victoria. Erste Versuche dazu entstanden im Zusammenhang mit dem Bau der Transaustralischen Telegrafenleitung am Beginn der 1870er Jahre.
Ab 1878 wurde von Port Augusta aus eine Eisenbahnstrecke der South Australian Railways in Kapspur (Schmalspur) vorangetrieben, damals schon mit dem Endziel Darwin (bis 1911: Palmerston).
Diese Great Northern Railway genannte Strecke führte zunächst bis Marree (damals: Hergott Springs), wurde dann bis Oodnadatta (ursprünglich: Angle Pole) verlängert und erreichte schließlich 1929 Alice Springs (damals: Stuart).

## Schmalspurbetrieb

### Der Zug

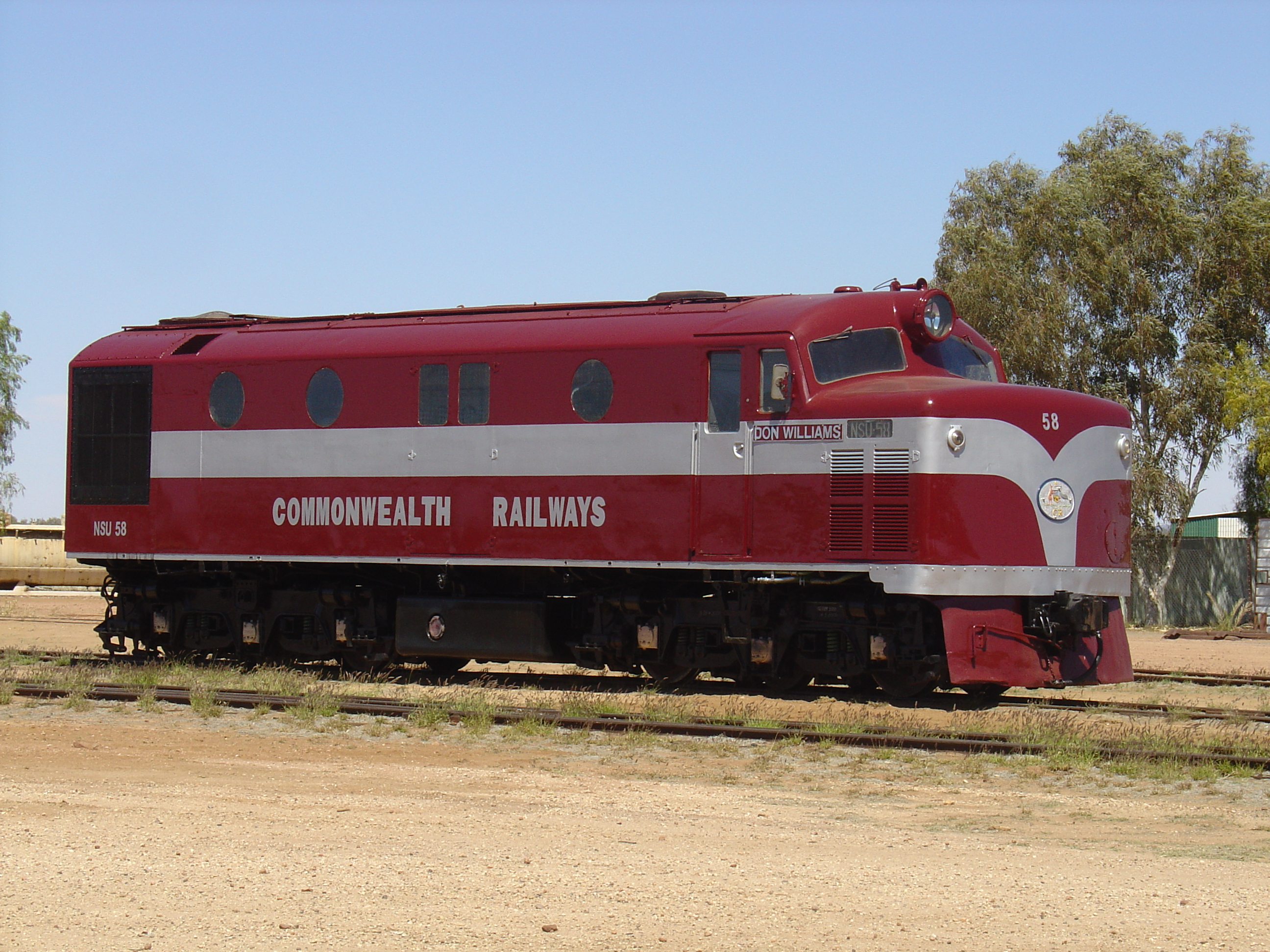
Schmalspurlokomotive der NSU-Klasse im Museum Old Ghan Heritage Railway in Alice Springs

Güterzüge mit Personenbeförderung waren der Normalfall der Personenbeförderung auf der Eisenbahnstrecke, sogenannte Mixed, die an jeder Station hielten. Diese wurden auch als Oodna Bumber verspottet. Angeblich hielt der Zug sogar nach Regenfällen auf der freien Strecke, damit Passagiere die dann in der Wüste aufblühenden Blumen pflücken konnten. Bei Fahrten von Adelaide nach Oodnadatta schloss die Fahrt fahrplanmäßig Hotelübernachtungen in Quorn oder Port Augusta sowie Marree ein. Sie dauerte also drei Tage und die Verbindung wurde alle 14 Tage angeboten.
Ab 1923 entfielen die Übernachtungspausen für den „Mixed“. Er fuhr nun ohne die Unterbrechung in Marree von Port Augusta bis Oodnadatta durch. Zugleich wurde erstmals ein Schlafwagen angeboten. Diese Neuerung verkürzte die Reisezeit zwischen Adelaide und Oodnadatta um einen Tag. Mit ihr kam auch der Name auf: The Ghan. Erstmals erreichte The Ghan Alice Springs am 6. August 1929. Der Zug verkehrte seit Übernahme der Strecke durch die Commonwealth Railways zwischen Port Augusta und Alice Springs in Zentralaustralien. Reisenden von und nach Adelaide wurde ein Anschlusszug der Südaustralischen Eisenbahn in Quorn angeboten. Damals kostete die Fahrt erster Klasse von Alice Springs nach Adelaide 12 Australische Pfund. Planmäßig verließ der Zug Alice Springs mittags um 13:30 Uhr, erreichte Quorn zwei Tage später um 4:00 Uhr morgens, dort wartete ein Anschlusszug, der die Reisenden nach Adelaide brachte, das kurz vor 20:00 Uhr erreicht wurde.
Der Zug verkehrte vor dem Zweiten Weltkrieg in der Regel im Abstand von 14 Tagen, in der Endphase der Strecke in den 1970er Jahren einmal wöchentlich. Er verließ Alice Springs fahrplanmäßig mittwochs um 20:00 Uhr, erreichte Marree freitags um 5:15 Uhr. Dort wartete der normalspurige Anschlusszug (seit 1957 war die Strecke zwischen Maree und Port Augusta auf Normalspur umgespurt worden), der Port Pirie um 16:50 Uhr erreichte. Hier mussten die Reisenden auf die Breitspur umsteigen. Adelaide wurde dann um 21:20 Uhr erreicht.
Erhebliche Verspätungen waren aber nicht selten. Dies war bedingt durch einsetzende Blitzfluten, die ganze Gleisabschnitte wegspülten, oder Termitenfraß an den hölzernen Bahnschwellen.
1980 wurde die Zentralaustralische Eisenbahn bis Alice Springs fertiggestellt, diese zweigt in Tarcoola von der Transaustralischen Eisenbahn ab. Ab diesem Zeitpunkt wurde die Great Northern Railway nördlich von Marree aufgegeben und The Ghan als Normalspurzug über die neue Strecke geführt.

### Die deutsche Zuggarnitur

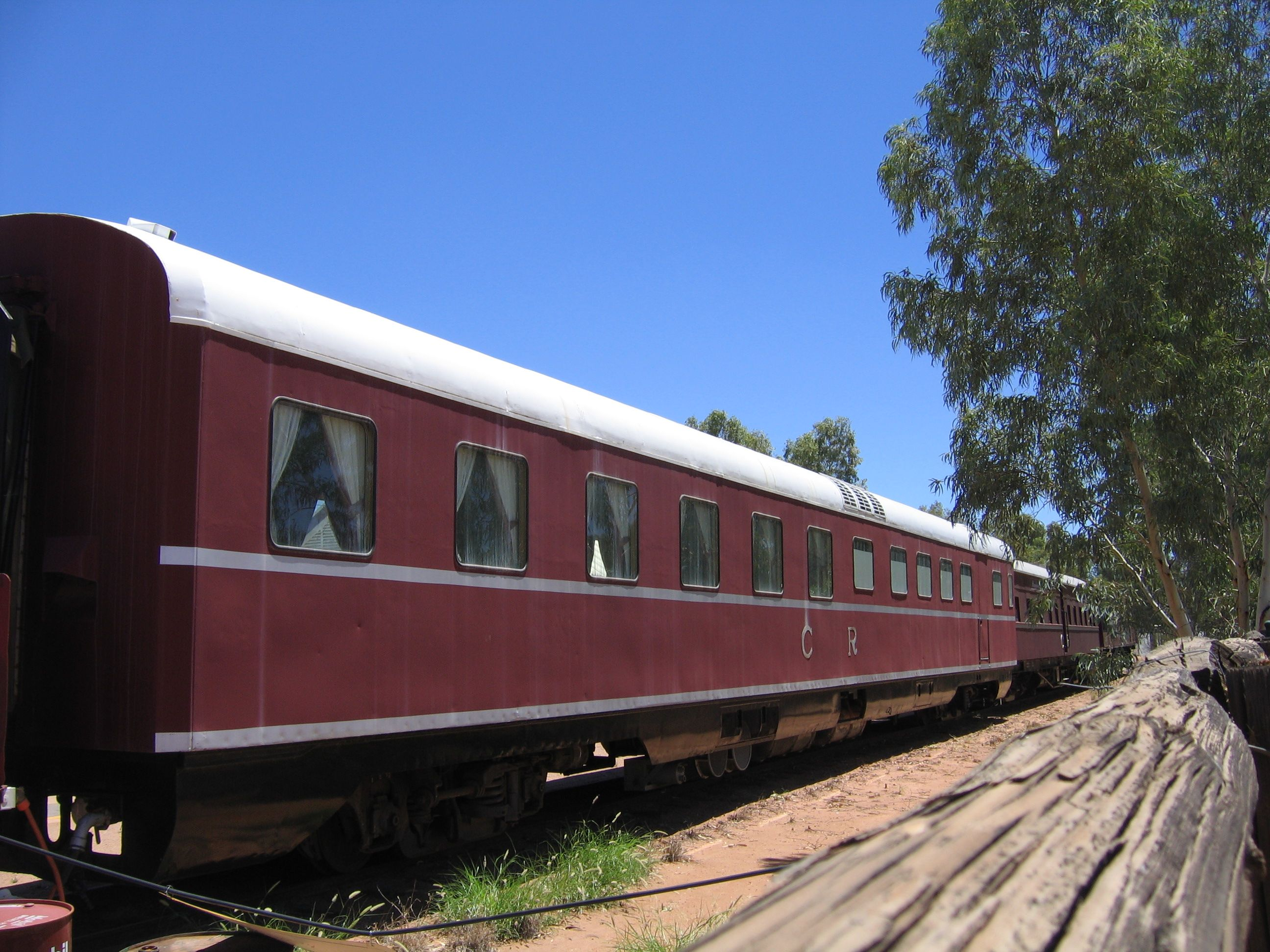
Speisewagen des schmalspurigen The Ghan

Als die Transaustralische Eisenbahn 1970 durchgehend zwischen Perth und Sydney befahrbar war, wurden die bis dahin im Trans-Australian eingesetzten Fahrzeuge gegen modernere aus rostfreiem Stahl ausgetauscht, auf Kapspur umgespurt und kamen nun als The Ghan zwischen Marree und Alice Springs zum Einsatz.
Diese Wagen waren 1951/52 von einem Konsortium unter Führung der Firma Wegmann & Co. gebaut worden. Es war der erste Auftrag für den Bau von Reisezugwagen, der von Australien nach Deutschland vergeben wurde. Die Züge wurden in Kassel gefertigt. Sie bestanden ursprünglich aus je neun Wagen, die als Einheiten mit Übergängen ähnlich den deutschen Dieseltriebzügen VT 08 und VT 12 ausgestattet waren. Im Einzelnen bestand eine Garnitur aus:
- einem Servicewagen, zugleich Pack-, Generator- und Personalschlafwagen,
- drei Schlafwagen zweiter Wagenklasse, einer davon etwa zu einem Drittel mit Gesellschaftabteil,
- ein Speisewagen mit 48 Plätzen und der Küche,
- ein Salonwagen erster Klasse mit Damen-, Musik- und Rauchersalon. Im Musiksalon gab es außer einem Klavier einen Radioempfänger, Musiktruhe, Plattenspieler und Tonbandgerät. An den Wänden gab es Holzintarsien, die unter anderem auch den Herkules und die Wasserspiele in Kassel-Wilhelmshöhe zeigten,
- drei Schlafwagen erster Klasse (Zweibettabteile), der abschließende zugleich als Kanzelwagen mit einem Aussichtsraum am Wagenende.

Der Zug war voll klimatisiert und bot insgesamt 52 Schlafplätze erster und 88 zweiter Klasse. Während des Einsatzes als The Ghan wurden die Garnituren auch in leicht veränderter Zusammensetzung gefahren. So war 1979 der Kanzelwagen nicht mehr im Einsatz.

### Museum
Nachdem die Schmalspur-Version von The Ghan 1980 eingestellt worden war, gelangte ein Teil des Zuges in die Obhut des Eisenbahnmuseums Old Ghan Heritage Railway.

## Normalspur

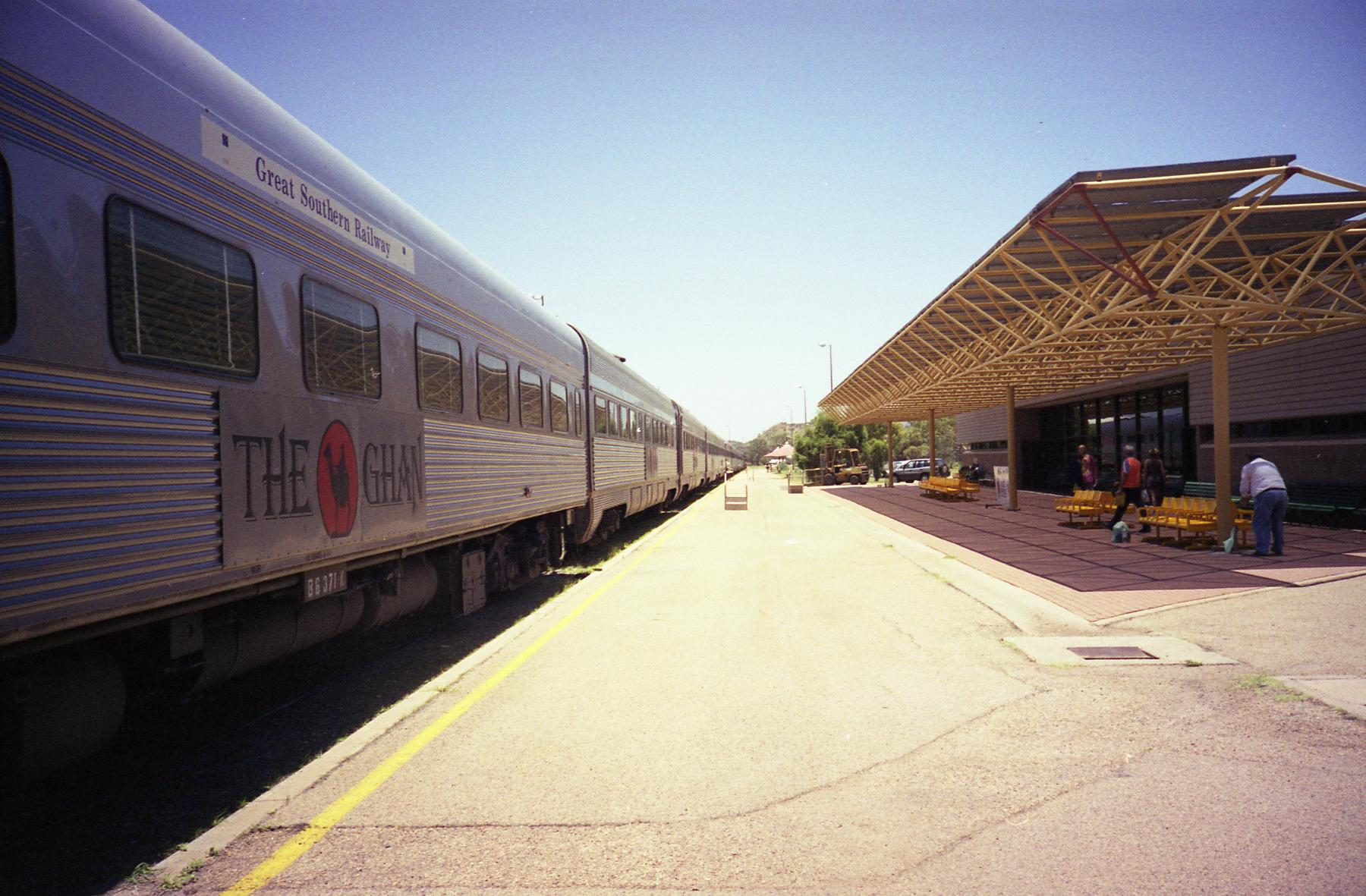
The Ghan im Bahnhof von Alice Springs

Nachdem 1980 die Zentralaustralische Eisenbahn bis Alice Springs fertiggestellt war, wurde The Ghan als Normalspurzug über die neue Strecke betrieben und erhielt sein heutiges Erscheinungsbild. 2001 begann der Weiterbau der Strecke von Alice Springs nach Darwin, das 2003 erreicht wurde.
Seit dem 2. Februar 2004 verkehrt The Ghan von Adelaide bis Darwin, der erste Zug erreichte Darwin am 4. Februar, nachdem das seit über hundert Jahren angestrebt worden war. Die Möglichkeit, mit dem Zug von Südaustralien aus nach Darwin fahren zu können, gilt als wichtiger Beitrag zur Entwicklung des Tourismus im Northern Territory.

## Betrieb
Betreiber des Zuges waren zunächst die Commonwealth Railways. Nachdem diese 1974 in der Australian National aufgegangen waren, waren diese Betreiber. Nach deren Auflösung wurde The Ghan wie andere berühmte zwischenstaatliche Fernverkehrszüge Australiens (Indian Pacific, The Overland) auch von der Great Southern Railway übernommen. Der Zug ist heute weitestgehend ein Hotelzug, lokaler Verkehr findet kaum noch statt.
Der Zug verkehrt in der Haupttouristensaison zweimal pro Woche, in der übrigen Zeit einmal pro Woche. Der Fahrplanwechsel wird – je nach Auslastung des Zuges – jährlich bekannt gegeben. Die Reisezeit beträgt zwischen 47 und 49 Stunden. In Alice Springs und in Katherine hält der Zug jeweils vier Stunden. Den Reisenden werden dort Kurzausflüge, z. B. in die Katherine Gorge, angeboten, die aber im Fahrpreis nicht enthalten sind.

## Fahrzeuge

### Lokomotiven

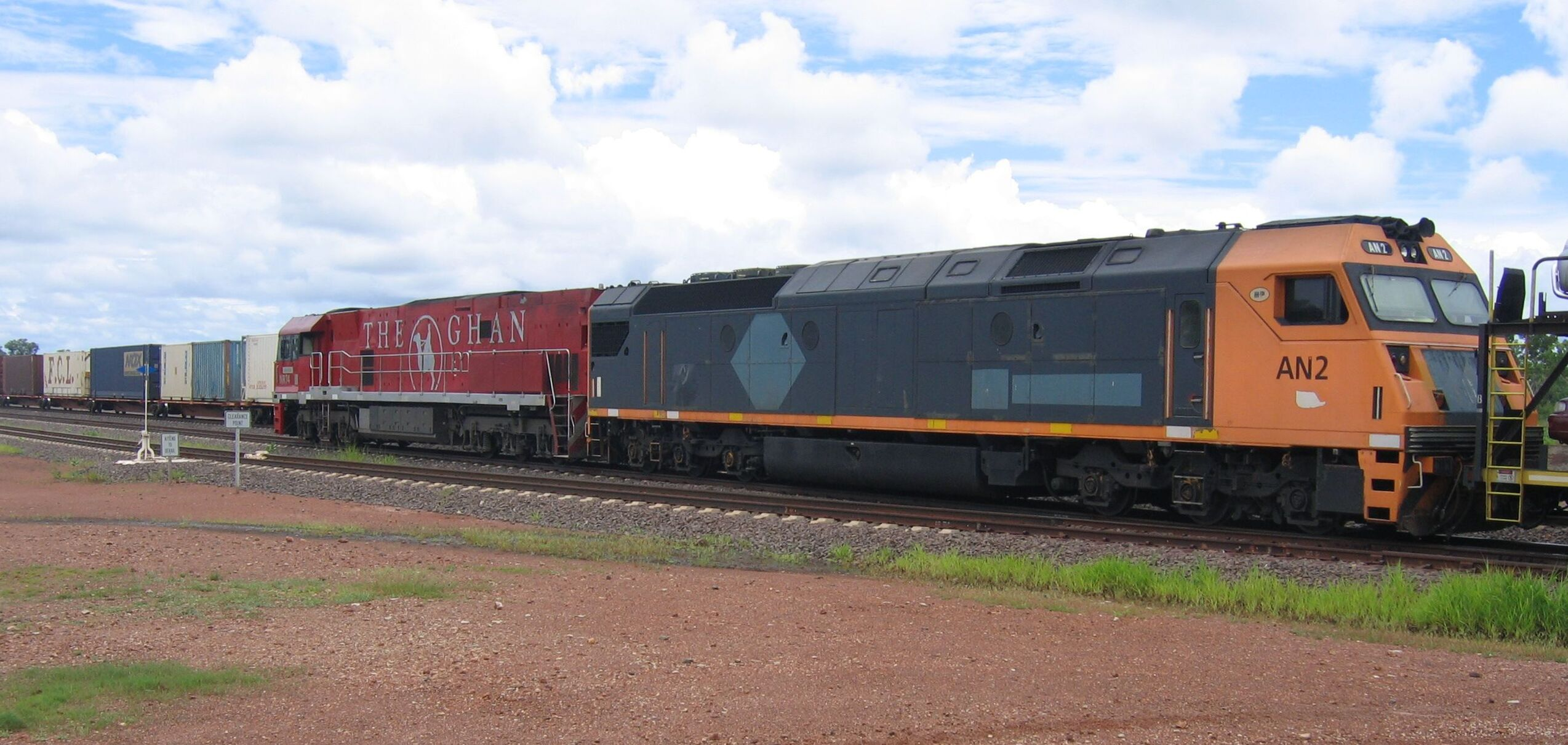
Doppeltraktion von The Ghan, dahinter ein kreuzender Güterzug

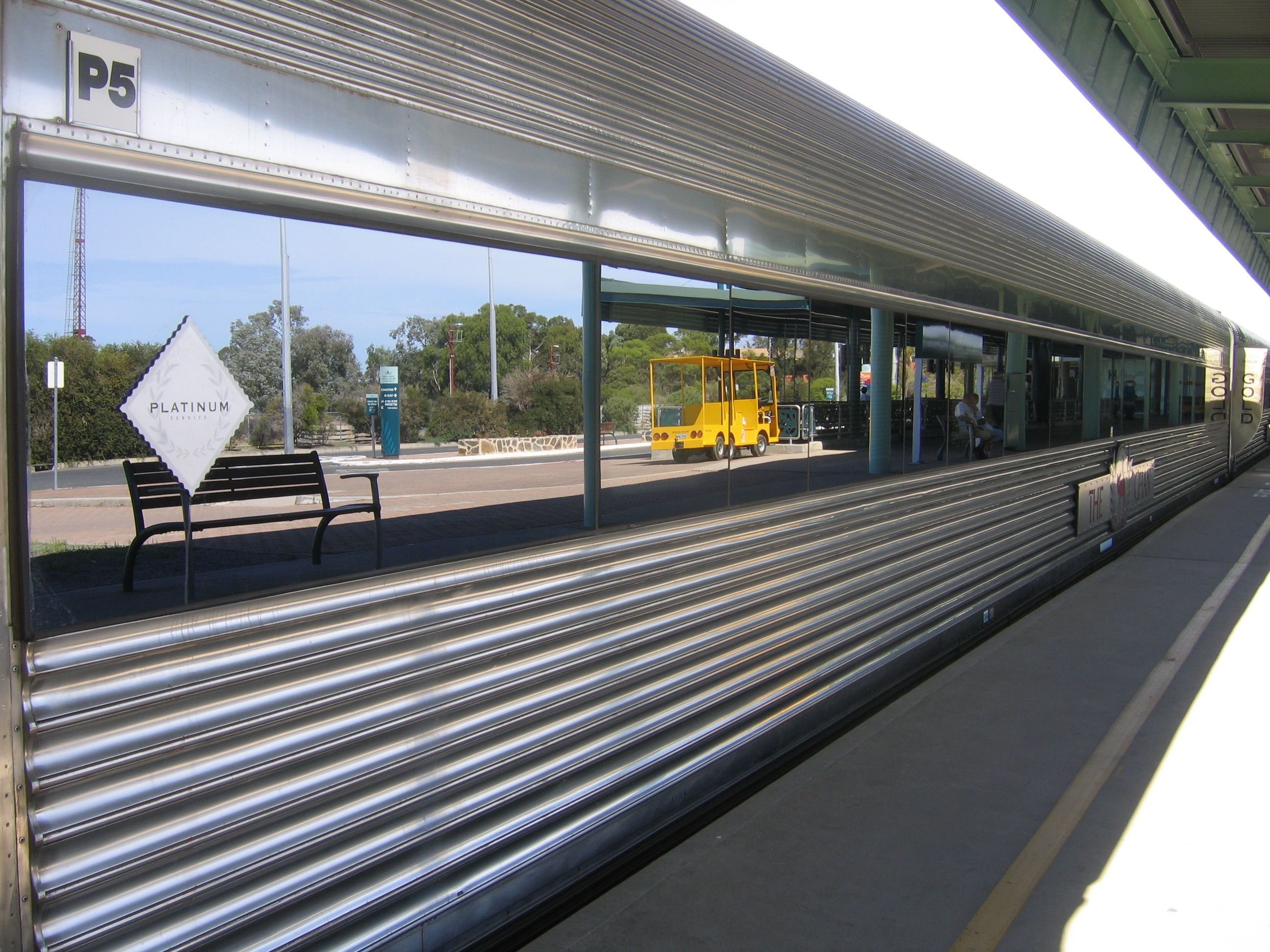
Platinum-Class

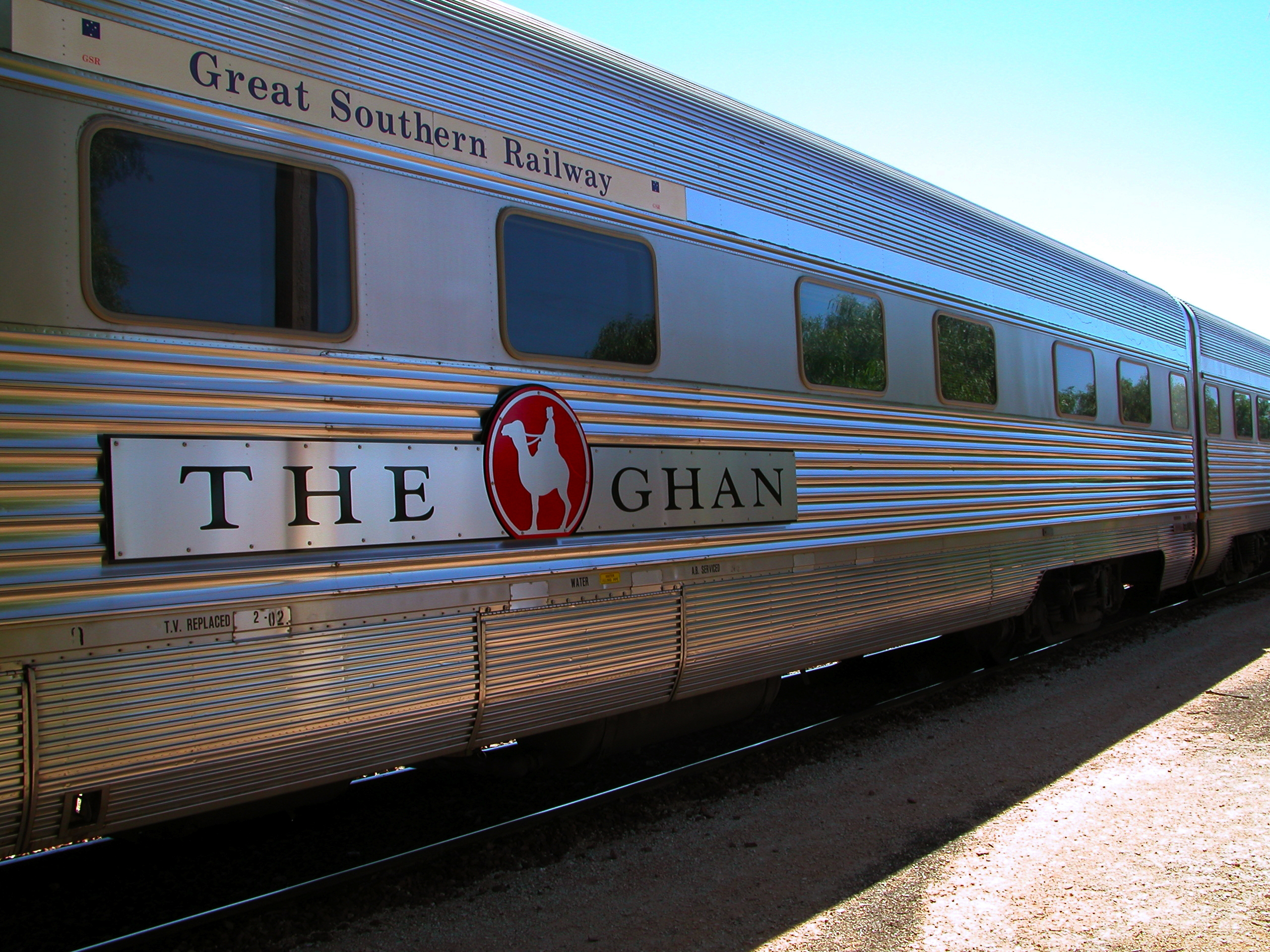
Personenwagen mit Schriftzug

Die Transaustralische Eisenbahn wird von Freight Link betrieben. Sie durchquert den australischen Kontinent einspurig von Norden nach Süden und ist nicht elektrifiziert. The Ghan wird daher von zwei Diesellokomotiven gezogen, die von dem Eisenbahnverkehrsunternehmen Pacific National gestellt werden. Die zweite wird nicht wegen der Traktionskraft benötigt, sondern als „Angstlokomotive“ mitgeführt, falls die erste Lokomotive fahruntüchtig werden sollte. Es würde bei den großen Entfernungen zu lange dauern, eine Ersatzlok herbeizuholen.

### Wagen
Der Zug ist 403 Meter und als „Doppelzug“ sogar 686 Meter lang. Seine Gesamtmasse beträgt ohne die Lokomotiven 807 Tonnen, als „Doppelzug“ 1288 Tonnen. The Ghan wird in der Regel aus folgenden Reisezugwagen gebildet:
- Luxusklasse:
  - Ein Reisezugwagen der „Platinum“-Klasse, mit Abteilen der doppelten Größe, nebeneinander angeordneten Doppelbetten und gehobenem Service
  - Darüber hinaus wird eine Reihe von Salonwagen angeboten[17], die privat angemietet und an Regelzüge angehängt werden können.[18]
- Erste Klasse
  - Fünf Schlafwagen der Klasse „Gold Service“ („Doppelzug“: 11). Hier gibt es solche mit Einbettabteilen, die beidseits eines Mittelgangs angeordnet sind, und Schlafwagen mit Zweibettabteilen, die quer zur Fahrtrichtung an einem Seitengang liegen
  - Ein Speisewagen („Doppelzug“: 2) (der „Gold Service“ schließt die Mahlzeiten ein)
  - Ein Salonwagen („Doppelzug“: 2)
- Zweite Klasse (wurde nur bis 2016 angeboten und ist seitdem nicht mehr verfügbar)
  - Ein Reisezugwagen der Klasse „Red Kangaroo“, ein Großraumwagen mit Sitzen
  - Ein Schlafwagen der Klasse „Red Kangaroo“ mit kleinen Abteilen, die beidseits eines Mittelgangs angeordnet und Schlafmöglichkeiten für zwei Personen bieten.
  - Ein Buffetwagen der Klasse „Red Kangaroo“
- Service
  - Ein Generatorwagen („Doppelzug“: 2)
  - Ein Packwagen
  - Ein Schlafwagen für das Personal („Doppelzug“: 2)
  - Nach Bedarf führt der Zug Autotransportwagen, auf denen Pkw mitgenommen werden können.

Seit Juli 2016 führt der Ghan nur noch Wagen der ersten Klasse sowie der Luxusklasse.

## Bildergalerie

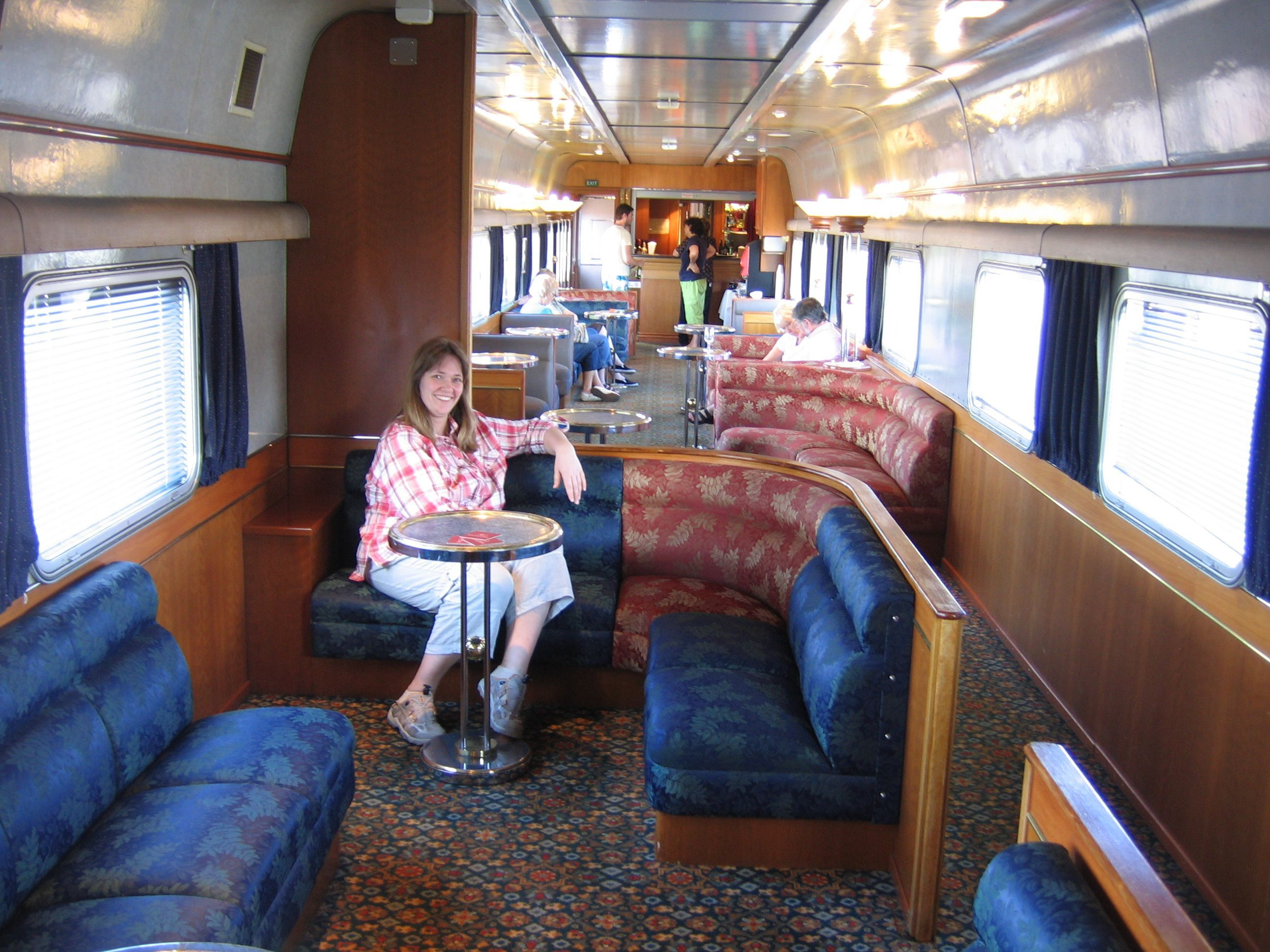
Salonwagen 1. Klasse
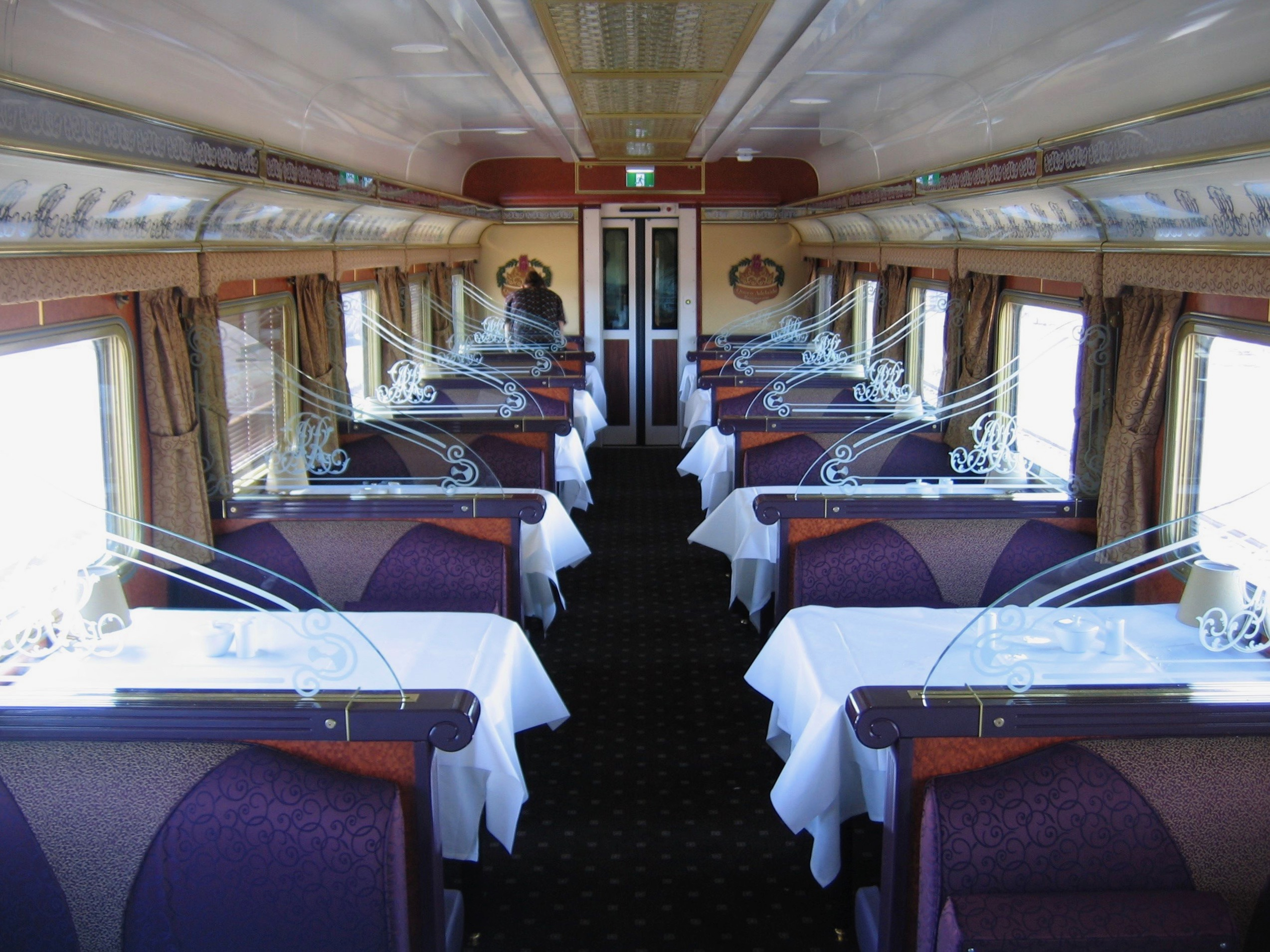
Speisewagen 1. Klasse
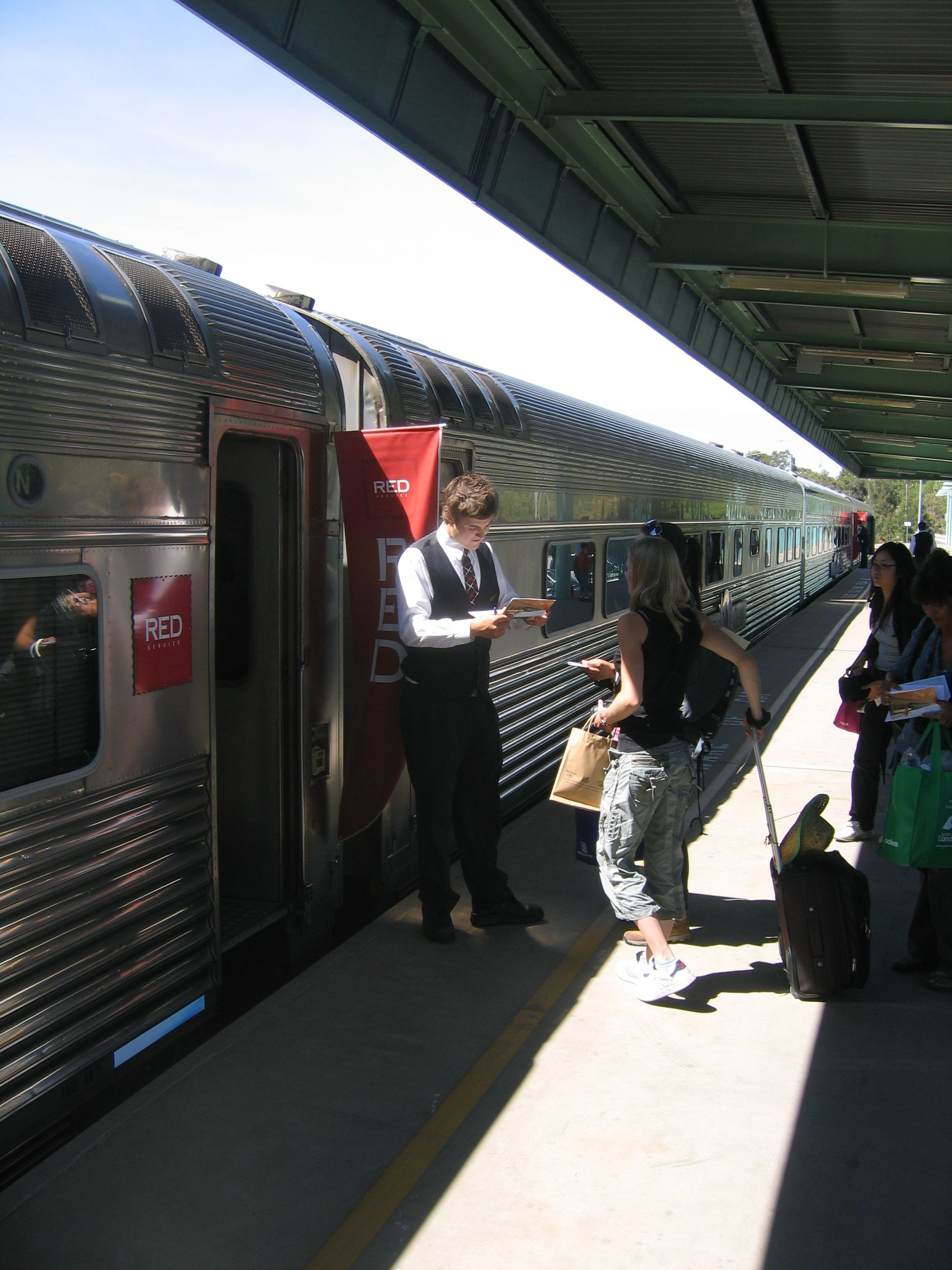
Check-In der 2. Klasse
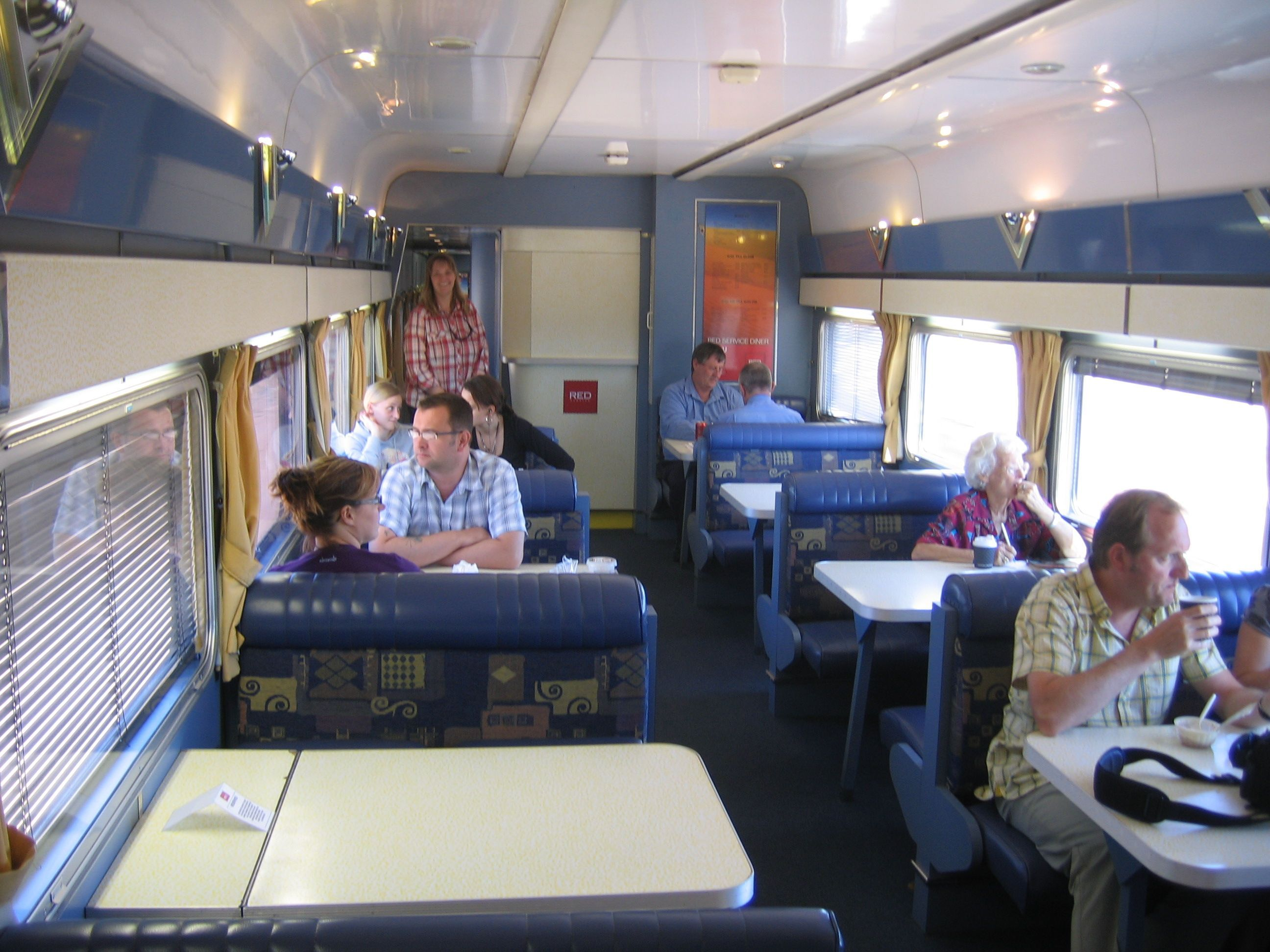
Speisewagen 2. Klasse
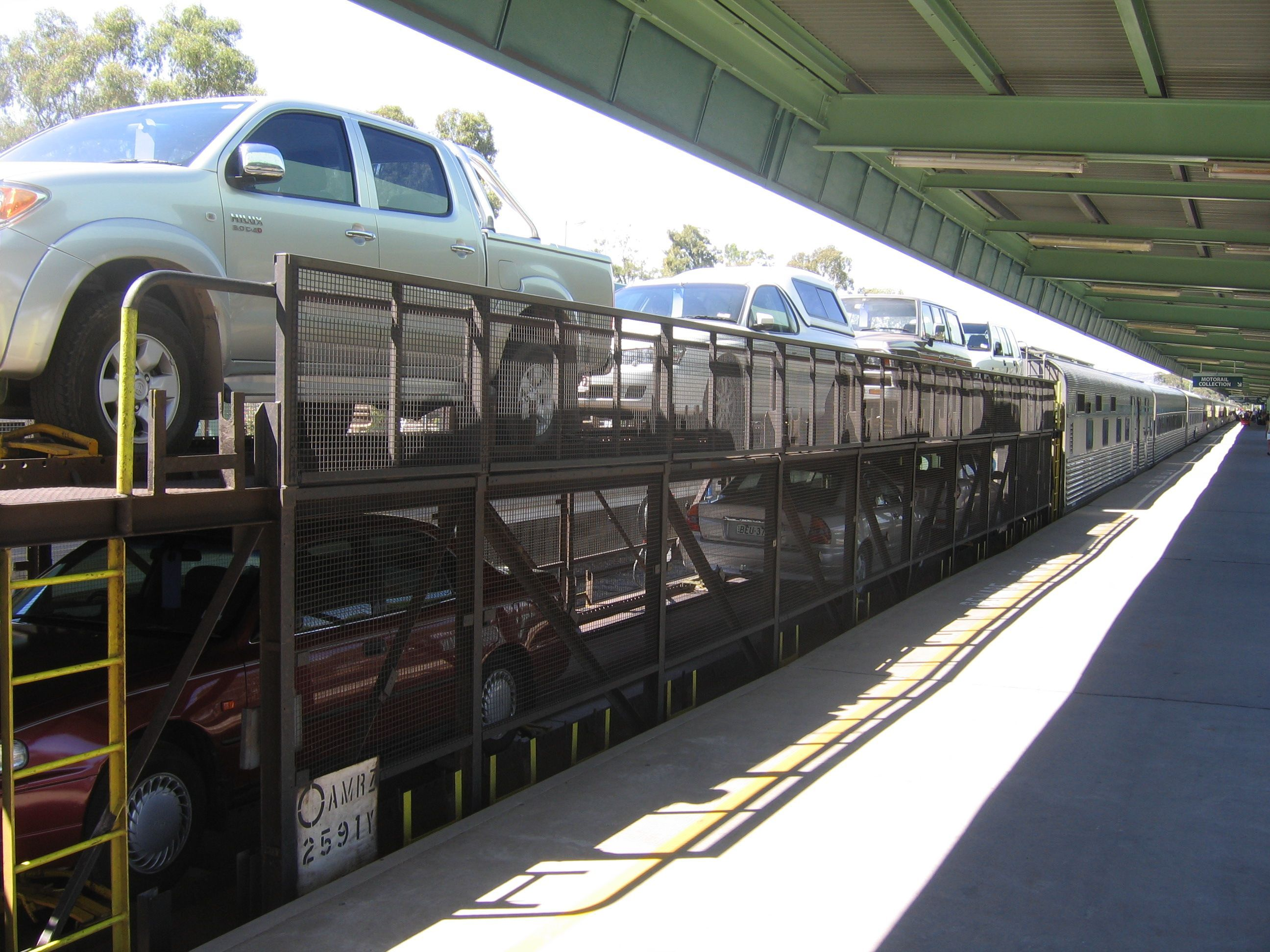
Autotransportwagen
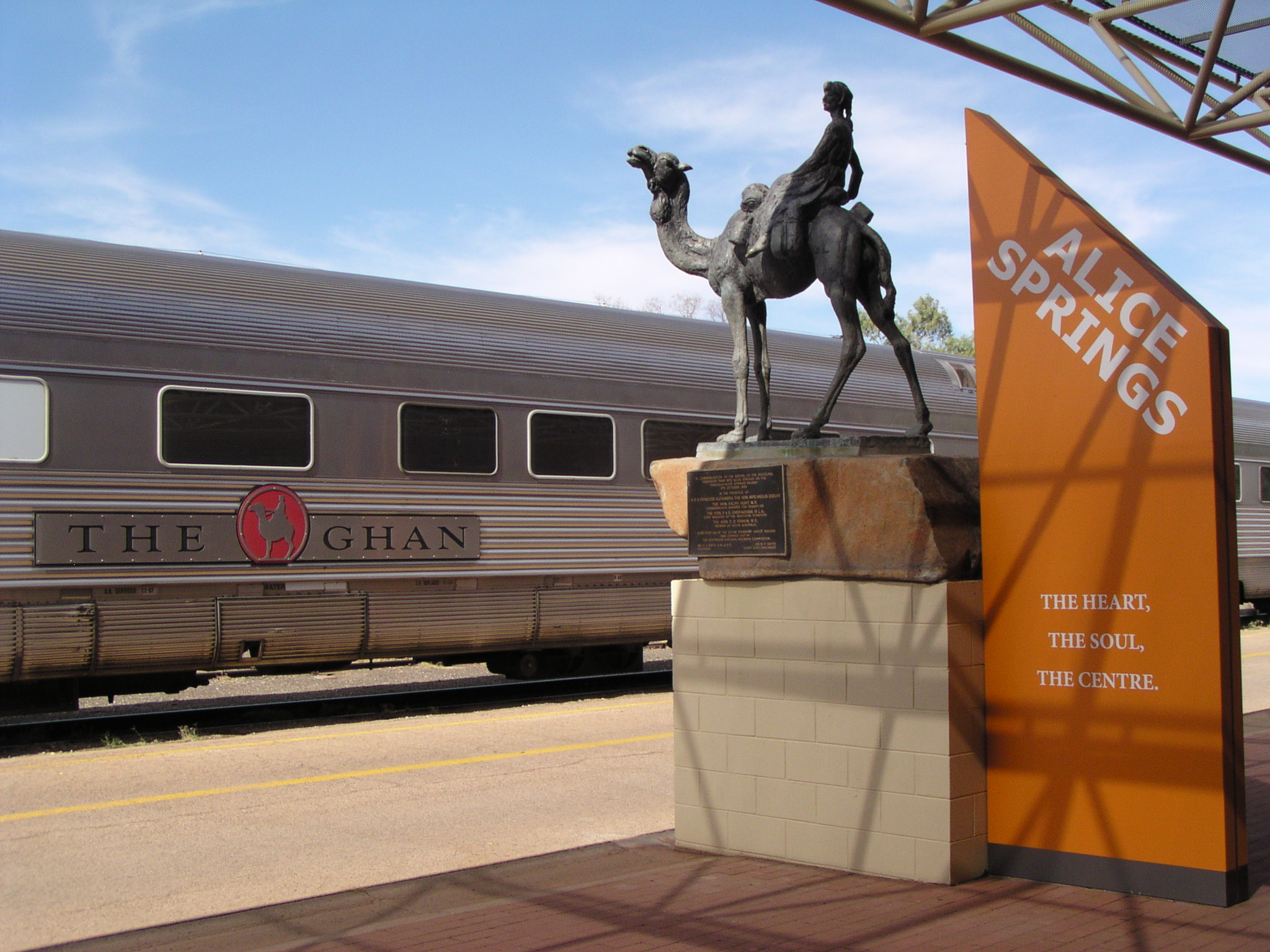
The Ghan im Bahnhof von Alice Springs
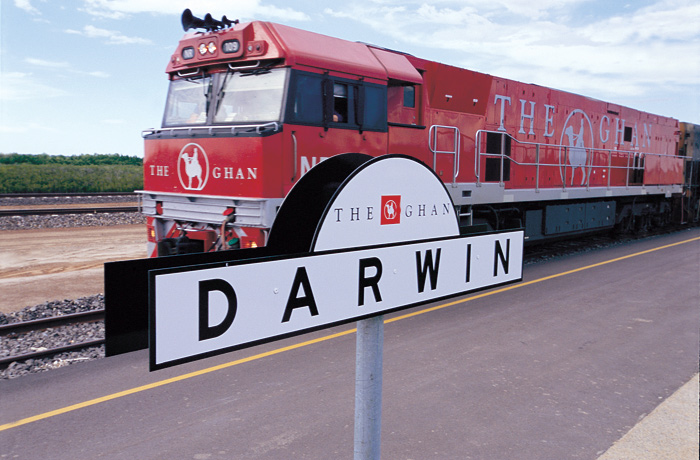
The Ghan in Darwin